# ヒップホップ・ミュージック

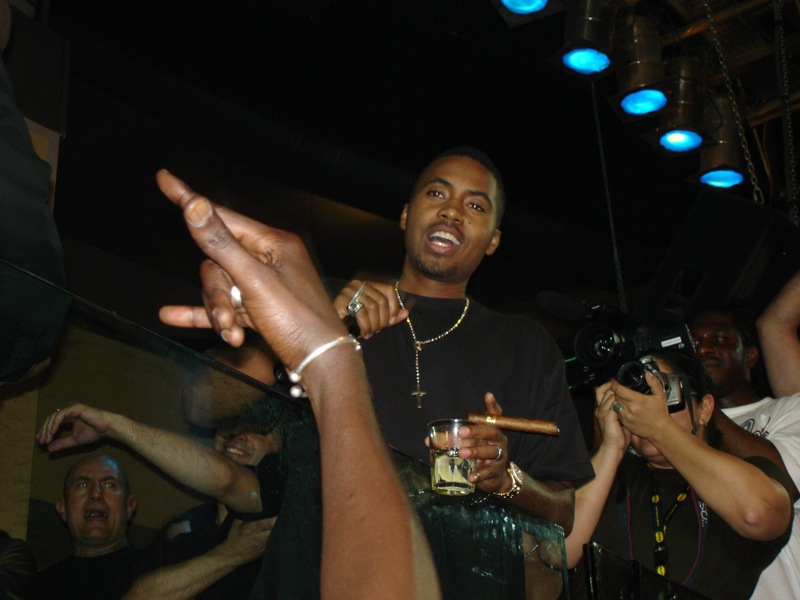
ラップするナズ（アメリカ、2007年）

ヒップホップ・ミュージック（hip hop music）は、ヒップホップ、ラップ・ミュージックとも呼ばれる、ラップなどのリズミカルなミュージックからなる音楽のジャンルの一つである。または、そのリズム、セリフを同じ調子でリズミカルに繰り返すことを指す。ヒップホップの文化の一つとして発達し、その中でも主にMC（ラップ）、DJ（スクラッチ）、ブレイクダンス、落書きの4つに分かれている。他にもサンプリング（または、シンセサイズ）やビートボックスなどがある。

## 概要
ふつう、「ヒップホップ」はすべてのサブカルチャーのことを指すが、ヒップホップ・ミュージックは、ラップ・ミュージックと混同して使われることもある。しかし、本来ラップ・ミュージックはヒップホップを構成する1つの要素であり、DJ、スクラッチ、ビートボックス、instrumental tracksなどを含まない。
アメリカのデータ調査会社ニールセンの調査によると、2017年はロックなどを抑えヒップホップとR&Bが1991年からの追跡を開始してから史上初となるアメリカの音楽で1番売れたジャンルとなった。

## 詳細
「ヒップホップ」の用語はグランドマスター・フラッシュ・アンド・ザ・フューリアス・ファイヴ]のラッパーであったキース・カウボーイが作ったとされる。しかしながら、ラヴバグ・スタスキー、キース・カウボーイ、DJハリウッドはこの種の音楽がディスコ・ラップとして知られていた頃から「ヒップホップ」を使用していた。カウボーイがその用語を創造したのは、アメリカ陸軍に入隊したばかりの友人をからかっているときに、兵士の行進のリズミカルな様子を「ヒップ/ホップ/ヒップ/ホップ」とのようにスキャットでまねているときであったと考えられている。カウボーイは後に「ヒップ/ホップ」という韻律を自らのステージパフォーマンスに取り入れたが、それはすぐに他のアーティストによって真似られ、シュガーヒル・ギャングは「Rapper's Delight」に取り入れた。
ユニバーサル・ズールー・ネイションの創立者であるアフリカ・バンバータはこの種の音楽が属するサブカルチャー全体を「ヒップホップ」と初めて表現したとされる。しかしながら、これらを軽蔑的に表現する時期であったことも示唆される。活字媒体で初めてこの語を使用したのは「The Village Voice」紙のスティーヴン・ヘーガーであった。ヘーガーは後に「1984 history of hip hop」を著している。ヒップホップはその後、オールドスクール、ニュースクール、南部ラップ、ウエストコースト・ラップ、ギャングスタ・ラップなどと発展し、アメリカだけでなく世界に拡大していった。